# Yves Saint Laurent
Yves Saint Laurent (YSL) — дім високої моди, заснований Івом Сен-Лораном і його партнером П'єром Берже. З 1999 року дім належить групі Gucci, якою у свою чергу володіє холдинг Kering. З 2016 року креативним директором є Ентоні Ваккарелло, який замінив на цій посаді Еді Слімана .
Заснований у 1961 році, дім Yves Saint Laurent випустив ряд легендарних речей: мондріанівська сукня, жіночий смокінг Le Smoking, куртки-сафарі та прозорі сукні. Vogue писав, що Сен-Лоран перевернув світ моди в 1960-х і 1970-х своїм новаторським поєднанням чоловічого і жіночого, високого і низького, класичного і авангардного: «Саме він одягнув жінок у брючні костюми, зробив повсякденними військові форми і національні костюми і приніс дизайнерський прет-а-порте в маси». За словами самого Сен-Лорана, він створив гардероб сучасної жінки.

## Історія

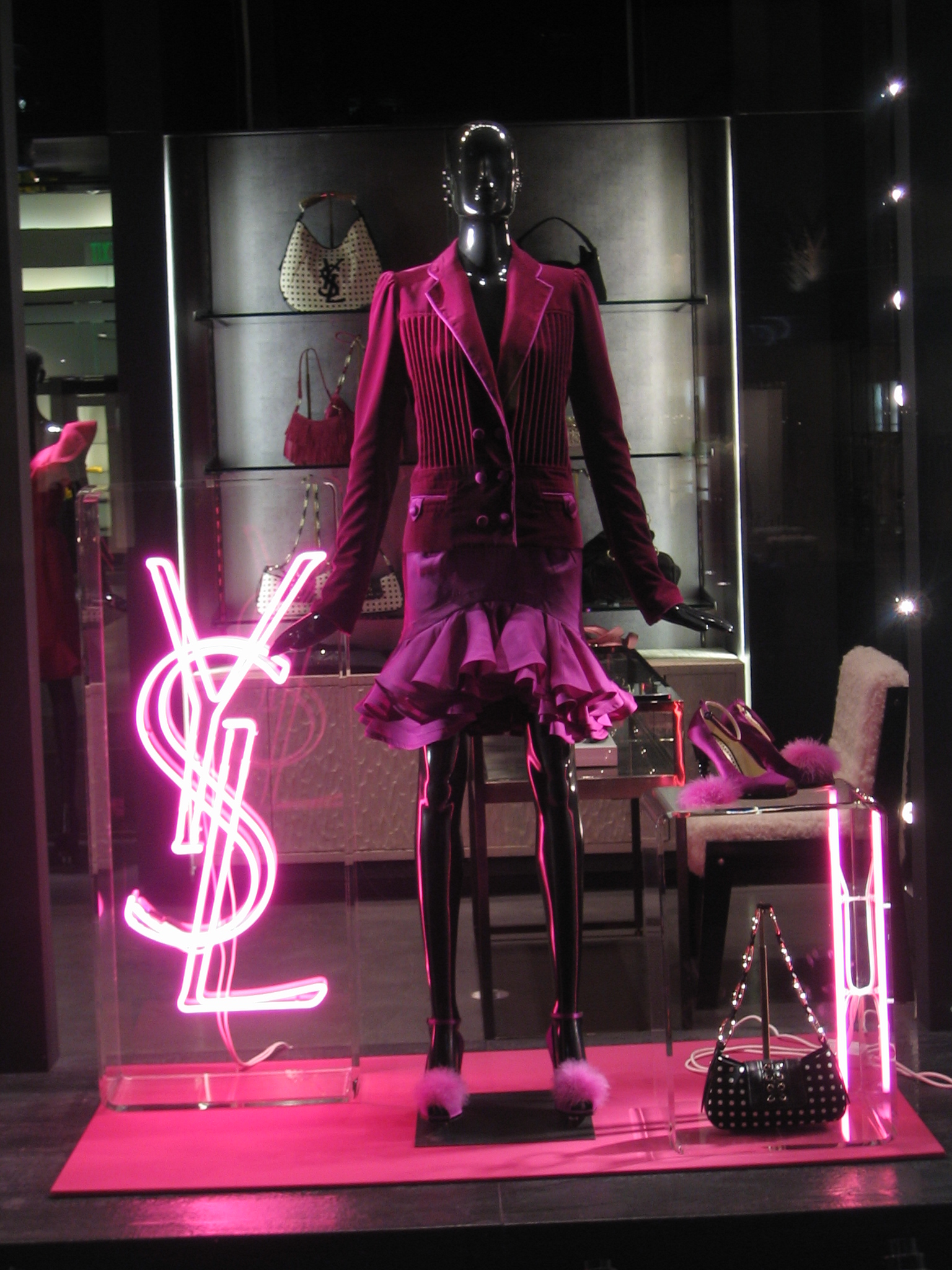
Yves Saint Laurent у Беверлі-Хіллз (Каліфорнія)

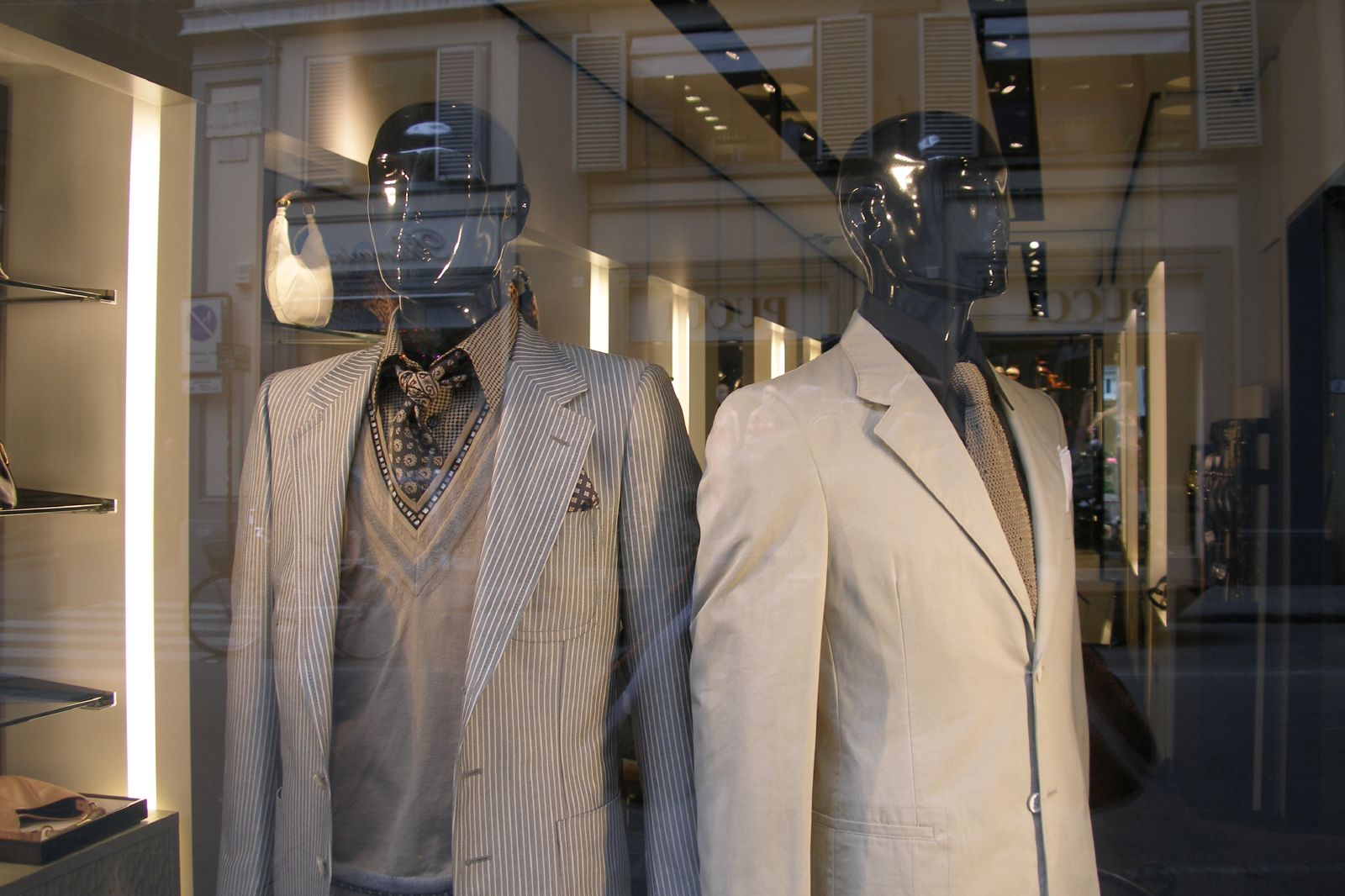
Чоловічий одяг Yves Saint Laurent у Флоренції

Yves Saint Laurent був заснований дизайнером Івом Сен-Лораном і його партнером П'єром Берже в липні 1961 року. У листопаді Сен-Лоран і Берже домовилися про інвестування 700 тисяч доларів бізнесменом з Атланти Маком Робінсоном в обмін на 80% компанії. Перша колекція YSL була показана в січні 1962 року. Логотипи для дому розробив у 1963 році А. М. Кассандр.
У 1963 році Берже підписав контракт з Charles of the Ritz на створення ароматів для YSL, а через два роки група Lanvin-Charles of the Ritz викупила 80% Робінсона за мільйон доларів. У 1960-х Yves Saint Laurent створював сценічні костюми для актрис Клаудії Кардінале, Софі Лорен і Катрін Деньов.
У 1966 році була запущена лінія прет-а-порте під назвою Yves Saint Laurent Rive Gauche. У тому ж році, натхненний виниклою тенденцією до андрогінної моди, Сен-Лоран розробив жіночу колекцію в чоловічому стилі, а також створив перший смокінг для жінок, Le Smoking. Через рік він представив знакову куртку-сафарі. Сен-Лоран був першим дизайнером, який використовував африканських і азіатських моделей у своїх дефіле.
У 1971 році дім Yves Saint Laurent представив жіночі парфуми Rive Gauche. У тому ж році Сен-Лоран знявся голим у рекламній кампанії свого чоловічого одеколону Homme. У 1972 році Берже та Сен-Лоран за 1,1 мільйона доларів викупили свою лінію одягу у компанії Squibb, яка стала власником групи Lanvin-Charles of the Ritz і зберегла за собою парфумерний бренд YSL. До дому приєдналася муза Іва Сен-Лорана, Лулу де ла Фалез, яка більше трьох десятиліть створювала для YSL ювелірні вироби та головні убори.
З 1973 року дім почав використовувати новий річний цикл показів: два для от кутюр (у січні та липні) і два для прет-а-порте (у квітні і жовтні). Берже почав активно поширювати ліцензії Yves Saint Laurent на все — від сонцезахисних окулярів до пляжних рушників і ручок. У 1977 році дім випустив жіночій парфум Opium зі слоганом: «Опіум — для тих, хто пристрастився до Yves Saint Laurent». Незважаючи на протести через назву та рекламну кампанію, парфум мав великий успіх.
Yves Saint Laurent викупив у 1986 році компанію Charles of the Ritz, якій належав парфумерний бізнес дому, за 630 мільйонів доларів. Через рік YSL продав ряд популярних ароматів Charles of the Ritz компанії Revlon за 150 мільйонів доларів. У 1989 році дім розмістив акції на паризькому фондовому ринку і був оцінений у 500 мільйонів доларів.
У 1993 році YSL, разом з парфюмерним підрозділом, був проданий парфюмерно-фармацевтичній компанії Elf Sanofi за 650 мільйонів доларів в акціях. Сен-Лоран і Берже зберегли контроль над лініями одягу. У 1998 році Сен-Лоран перестав займатися лінією Rive Gauche, найнявши Альбера Ельбаза й Еді Слімана для жіночої та чоловічої колекції відповідно.
У 1999 році дім YSL придбала група Gucci, яка запросила створювати колекції прет-а-порте Тома Форда. У 2002 році Ів Сен-Лоран представив свою останню колекцію і закрив лінію кутюр.
Після того, як Том Форд пішов у 2004 році, лінією прет-а-порте зайнявся Стефано Пілаті. Його стиль був більш французьким, ніж відверто сексуальні образи Форда. У 2008 році засновник дому Сен-Лоран помер.
У лютому 2012 року до дому повернувся Еді Сліман, який замінив Пілаті на посту креативного директора. У червні він перейменував лінію прет-а-порте на Saint Laurent Paris, назва лінії косметики та самої компанії залишилася колишньою.